# 決明子

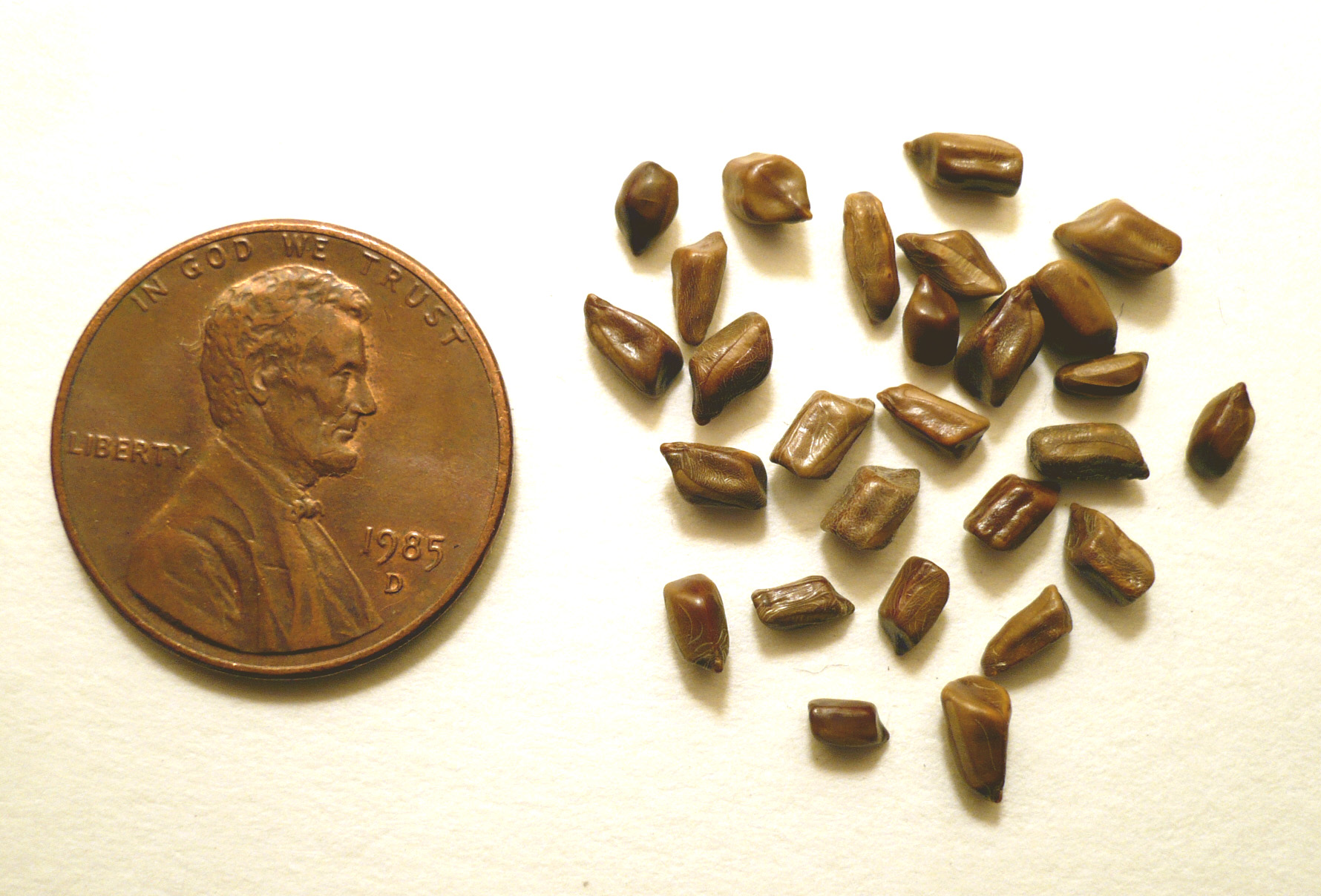
決明子

決明子（けつめいし）とは、エビスグサ（決明）の種子の生薬名。日本薬局方にも収録されているが、日本では漢方薬にはあまり用いられず、民間薬または健康食品として用いられる。別名は夷草（えびすぐさ）。
また、決明子は「ハブ茶」として流通していることが多い。しかし、ハブ茶というのは、本来はハブソウの種子（望江南）であり、決明子は、その代用である。

## 概要
中国明代の『本草綱目』に収載され、その名称は「目を良くする（決）種子」に由来するといわれている。アントラキノン誘導体、ナフタリン誘導体を含有し、アントラキノン誘導体の緩下作用により便秘、腹部膨満感に効果がある。

## 効能
- 便秘
- 眼の症状（結膜炎など）
- 高血圧症の頭痛